# Ørskog
Ørskog – norweskie miasto i gmina leżąca w regionie Møre og Romsdal.
Ørskog jest 369. norweską gminą pod względem powierzchni.

## Demografia
Według danych z roku 2005 gminę zamieszkuje 2121 osób, gęstość zaludnienia wynosi 16,27 os./km². 
Pod względem zaludnienia Ørskog zajmuje 333. miejsce wśród norweskich gmin.
| ludność stan na 1 stycznia 2005 |         |           |       |
|                                 | kobiety | mężczyźni | razem |
| osób                            | 1058    | 1063      | 2121  |
| %                               | 49,88%  | 50,12%    | 100%  |

| wykształcenie stan na 1 października 2004 |        |         |        |        |
|                                           | podst. | średnie | wyższe | niezn. |
| osób                                      | 262    | 995     | 357    | 64     |
| %                                         | 15,61% | 59,3%   | 21,28% | 3,81%  |

## Edukacja
Według danych z 1 października 2004:
- liczba szkół podstawowych (norw. grunnskolar): 2
- liczba uczniów szkół podst.: 287

## Władze gminy
Według danych na rok 2011 administratorem gminy (norw. rådmann) jest Anders Grotle, natomiast burmistrzem (norw. ordfører, d. borgermester) jest Thorbjørn Fylling.